# افسانه زلدا: طنین حکمت
افسانه زلدا: طنین حکمت (انگلیسی: The Legend of Zelda: Echoes of Wisdom) یک بازی ماجراجویی اکشن است که توسط نینتندو و گرزو توسعه و توسط نینتندو برای نینتندو سوئیچ منتشر شده است. این بازی در تاریخ ۲۶ سپتامبر ۲۰۲۴ منتشر شد و اولین بازی اصلی افسانه زلدا است که در آن شاهزاده زلدا شخصیت اصلی قابل بازی است.
بازیکنان با زلدا در مأموریتی برای نجات لینک و پادشاهی هایرول با استفاده از «تری رود»، یک شیء جادویی که توسط پری تری که او را همراهی می‌کند به او داده شده، بازی می‌کنند. سبک بصری این بازی مشابه بازسازی سال ۲۰۱۹ افسانه زلدا: بیداری لینک است که گرزو نیز آن را توسعه داده بود.
طنین حکمت در تاریخ ۲۶ سپتامبر ۲۰۲۴ در سطح جهان برای نینتندو سوئیچ منتشر شد و به‌طور کلی با نقدهای مثبت مواجه شد.

## گیمپلی
بازیکن، شاهزاده زلدا را کنترل می‌کند که می‌تواند از قدرت «تری رود» جادویی برای ایجاد «طنین‌ها» استفاده کند که تقلیدهایی از اشیاء و هیولاها هستند که می‌توان آزادانه از آنها استفاده کرد. البته محدودیتی در تعداد طنین‌هایی که می‌توان فراخواند وجود دارد و هر طنین هزینه‌ای متفاوت دارد؛ تعداد طنین‌هایی که می‌توان ایجاد کرد با تعداد مثلث‌های پشت تری مشخص می‌شود. او همچنین می‌تواند اشیاء را با «پیوند» متصل کند که به یک شیء اجازه می‌دهد همراه او حرکت کند، یا با «پیوند معکوس» با یک شیء حرکت کند. علاوه بر استفاده از طنین‌ها برای مبارزه با دشمنان، زلدا می‌تواند مستقیماً با دشمنان مبارزه کند با استفاده از شمشیری که او را به حالت شمشیرزن تبدیل می‌کند که شبیه لینک است. این حالت فقط برای مدت محدودی قابل استفاده است و باید انرژی آن با جمع‌آوری گلوله‌های انرژی در دنیای ثابت دوباره پر شود.
زلدا می‌تواند از روش‌های مختلفی مانند طنین‌ها، نقاط سفر سریع به نام مسیرها، پیاده یا با اسب سفر کند. او همچنین می‌تواند لباس یا تجهیزات خود را تغییر دهد و مواد را ترکیب کند تا اسموتی تهیه کند.